# Krzysztof Zimnoch
Krzysztof Zimnoch (ur. 6 września 1983 w Białymstoku) – polski pięściarz zawodowy. W boksie amatorskim zdobył trzykrotnie mistrzostwo Polski oraz wygrał dwukrotnie turniej im. Feliksa Stamma w wadze ciężkiej. Został również 2-krotnym brązowym medalistą mistrzostw Unii Europejskiej oraz reprezentował Polskę na mistrzostwach świata w latach 2005 oraz 2007. W 2010 przeszedł na zawodowstwo.

## Życiorys

### Dzieciństwo oraz początki w boksie
Wychował się w Chodorach koło Białegostoku. W dzieciństwie interesował się piłką nożną i chciał zostać zawodowym piłkarzem. Treningi bokserskie rozpoczął w styczniu 2000 roku, zapisując się na treningi, wraz z bratem Tomaszem, do białostockiego klubu Cristal Białystok, gdzie trenował pod okiem Ryszarda Dargiewicza. Swój pierwszy sukces na amatorskim ringu odniósł dwa miesiące później, zdobywając brązowy medal mistrzostw Polski juniorów w kategorii lekkopółśredniej. Jeszcze w lipcu tego samego roku reprezentował swój klub na 24. edycji turnieju o czarne diamenty, który odbywał się w Myszkowie. Zimnoch doszedł do finału tej imprezy, przegrywając w nim z Tomaszem Laburą.

### Kariera amatorska

#### Lata 2001-2005
W 2001 roku rozpoczął zmagania od odbywających się w Elblągu mistrzostw Polski juniorów. Zimnoch podczas marcowego turnieju wygrał wszystkie swoje pojedynki przed czasem, zdobywając złoty medal w kategorii półciężkiej. W czerwcu tego samego roku triumfował w juniorskim turnieju o czarne diamenty, wygrywając złoty medal w tej samej kategorii wagowej. Swój pierwszy seniorski start na arenie międzynarodowej zaliczył w listopadzie 2001 roku, reprezentując Polskę na 17. edycji bokserskiego turnieju Aleksandria, który odbywał się w greckim mieście Saloniki. Polak wygrał wszystkie swoje pojedynki, dochodząc do finału, w którym przegrał na punkty (10:15) z reprezentantem Anglii Davidem Pendletonem.
W latach 2002–2004 trzykrotnie stawał na podium mistrzostw Polski seniorów w kategorii półciężkiej, dochodząc do finału w roku 2003 oraz półfinału w roku 2002 i 2004. Trzy lata z rzędu przegrywał w finałowych walkach mistrzostw kraju z Aleksym Kuziemskim. W roku 2002 oraz 2003 był wicemistrzem Polski do lat 20 w kategorii do 81 kg.
W 2005 roku Zimnoch przeniósł się do wyższej kategorii wagowej, rozpoczynając rywalizację w kategorii ciężkiej. W marcu wygrał w 22. edycji Turnieju im. Feliksa Stamma w Warszawie. W finale pokonał na punkty (31:7) Lukása Viktorię. W kwietniu tego samego roku uczestniczył w 20. edycji turnieju im. Ahmeta Cömerta w Stambule. Polak doszedł do finału imprezy, przegrywając w nim z reprezentantem Azerbejdżanu Elvinem Alizade. Dwa miesiące po tym sukcesie, Zimnoch reprezentował Polskę na Mistrzostwach Unii Europejskiej 2005, gdzie doszedł do ćwierćfinału, w którym przegrał przed czasem z reprezentantem Niemiec Aleksandrem Powernowem. 11 września 2005 roku zdobył swoje pierwsze mistrzostwo Polski seniorów, pokonując w finale Tomasza Hutkowskiego. W listopadzie reprezentował Polskę na mistrzostwach świata w chińskim mieście Mianyang. Zimnoch odpadł w 1/16 finału mistrzostw, przegrywając z Anglikiem Davidem Dolanem.

#### Lata 2006-2009
W kwietniu 2006 roku brał udział w 34. edycji turnieju Chemiepokal, który odbywał się w Halle. Zimnoch zdobył brązowy medal tych zawodów, przegrywając w półfinale z Węgrem Józsefem Darmosem. Niecały miesiąc później wywalczył brązowy medal na mistrzostwach Unii Europejskiej. Polak zakończył rywalizację po przegranej w półfinale z medalistą olimpijskim Roberto Cammarelle. W tym samym roku był również finalistą czeskiego turnieju Grand Prix w Ostrawie.
Rok 2007 zaczął od triumfu na marcowych mistrzostwach Polski, które odbywały się w Białymstoku. Zimnoch wygrał w półfinale zawodów z Marcinem Madajem a w finale z Jakubem Kapelińskim, kończąc dwa pojedynki przed czasem. Pod koniec miesiąca startował również w turnieju Stamma, gdzie zdobył srebrny medal. W finale lepszy od Polaka okazał się reprezentant Białorusi Wiktar Zujeu, który wygrał ten pojedynek wyraźnie na punkty (29:4). W czerwcu reprezentował Polskę na mistrzostwach Unii Europejskiej w Dublinie. Polak wyeliminował z turnieju ówczesnego mistrza Anglii Danny'ego Price'a oraz reprezentanta Hiszpanii Mahdiego Khanji, zapewniając sobie brązowy medal mistrzostw. Udział zakończył na półfinale, w którym przegrał na punkty (5:12) z Włochem Clemente Russo. W październiku był uczestnikiem mistrzostw świata w Chicago. Zimnoch pokonał w 1/32 finału Amerykanina Deontaya Wildera, wygrywając z nim na punkty (23:20). Z turnieju odpadł w swojej kolejnej walce, w której przegrał ze swoim byłym rywalem, Aleksandrem Powernowem.
Po występie na mistrzostwach świata, Zimnoch do końca kariery amatorskiej nie brał udziału w żadnych międzynarodowych mistrzostwach. W roku 2008 i 2009 ponownie triumfował w turnieju im. Feliksa Stamma oraz zdobył mistrzostwo Polski w roku 2009. Ostatni amatorski pojedynek stoczył 16 stycznia 2010 roku, uczestnicząc w meczu międzynarodowym przeciwko reprezentacji Chicago. Zimnoch w swoim ostatnim pojedynku pokonał przed czasem Roberta Jekabsona.
Łącznie na ringu amatorskim stoczył 130 pojedynków.

### Kariera zawodowa

#### Lata 2010-2016
W styczniu 2010 roku, Zimnoch nawiązał współpracę z przebywającym wtedy w Stanach Zjednoczonych Hubertem Kozubem. W lutym wyjechał do Stanów, gdzie do swojego zawodowego debiutu przygotowywał się z Fresem Oquendo oraz Andrejem Arłouskim. Na zawodowym ringu zadebiutował 20 lutego 2010 roku, nokautując w pierwszej rundzie debiutanta Keona Grahama.
Po stoczeniu kolejnych trzech walk, Zimnoch podpisał w sierpniu 2010 roku długoletni kontrakt promotorski z Babilon Promotion przy współpracy z KnockOut Promotion, którzy za finansowym rozliczeniem dogadali się z ówczesnym opiekunem Polaka, Hubertem Kozubem.
Swój pierwszy pojedynek w Polsce stoczył 25 września 2010 roku, wygrywając przez nokaut w pierwszej rundzie z Panjoundoro Nsangou. Do końca lutego 2013, Zimnoch wygrał kolejne dziesięć pojedynków z mało znanymi rywalami, pracując w międzyczasie jako trener boksu na siłowni oraz jako ochroniarz w jednej z białostockich dyskotek.
28 marca 2013 roku były mistrz świata wagi ciężkiej Oliver McCall został ogłoszony rywalem Polaka podczas gali w Legionowie, organizowanej przez Babilton Promotion, która zaplanowała była na 18 maja. Polak wygrał ten pojedynek przez jednogłośną decyzję sędziów, po bardzo wyrównanym pojedynku.  W przygotowaniach do walki z Oliverem McCallem, Zimnochowi pomagał wielokrotny mistrz Polski w boksie amatorskim Marcin Rekowski, który na tej samej gali wygrał z synem Olivera, Elijahem McCallem.
18 sierpnia 2013 roku odbyła się walka Zimnocha z Mateuszem Malujdą. Rywal Zimnocha był w tej walce dwukrotnie liczony (w rundzie trzeciej oraz szóstej), a sama walka zakończyła się wysokim zwycięstwem punktowym (80-71, 79-71, 80-71) na korzyść Podlasianina. Zimnoch wyszedł do ringu ponownie 19 października 2013 roku podczas gali w Wieliczce. Jego rywalem był olimpijczyk z Sydney, Artur Binkowski. Zimnoch wygrał ten pojedynek jednogłośnie na punkty (80-75, 80-71, 79-74) po nieczystym pojedynku. Bokserzy zostali ukarani odjęciem punktu w rundzie szóstej za wyzwiska, a sam Binkowski w tej samej rundzie ugryzł rywala w ramię.
Polski bokser planował powrócić na ring 16 sierpnia 2014 roku na gali w Międzyzdrojach, jednakże 10 czerwca ogłoszono, że konieczna będzie operacja barku boksera, gdyż od miesięcy zmagał się z kontuzją, która uniemożliwiała mu treningi. 18 września 2015 roku Gbenga Oluokun został ogłoszony jako rywal Zimnocha podczas gali w Wieliczce, która została zaplanowana na 17 października 2015 roku. Sama walka trwała tylko dwie rundy, podczas których Polak dwukrotnie posłał rywala na deski. Nigeryjczyk był liczony w pierwszej rundzie po tym jak uklęknął, a w drugiej rundzie został wyliczony do dziesięciu przez sędziego Leszka Jankowiaka, który ogłosił zwycięstwo Polaka przez nokaut.
20 lutego 2016 roku doszło do jego pierwszego pojedynku z Amerykaninem Mikiem Mollo. Amerykanin był nieaktywny na zawodowym ringu przez ponad dwa i pół roku, od czasu porażki z Arturem Szpilką. Walka zakończyła się nokautem na Polaku już w pierwszej rundzie pojedynku. Zimnoch był liczony po tym, jak upadł po prawym sierpowym rywala. Polak wstał, jednak upadł po raz kolejny po kombinacji ciosów Amerykanina i dał się wyliczyć przez sędziego, który ogłosił zwycięstwo Mollo przez nokaut.
Kolejną zawodową walkę stoczył 28 maja 2016 roku, mierząc się z reprezentantem Niemiec Konstantinem Airichem. Zimnoch pokonał rywala przez techniczny nokaut w czwartej rundzie, po tym gdy trener Airicha rzucił na ring ręcznik na znak poddania swojego zawodnika. Po wygranym pojedynku, Polak wyraził chęć rewanżu z Mollo, twierdząc że potrzebowałby trzech miesięcy na przygotowania do tej walki.
Ponownie na ringu pojawił się 22 października 2016 roku, walcząc z Polakiem Marcinem Rekowskim. Zimnoch wygrał ten pojedynek po niejednogłośnej decyzji sędziów, dominując w początkowych rundach pojedynku.

#### Lata 2017-2019
20 grudnia 2016 ogłoszono datę rewanżowego pojedynku z Amerykaninem Mikiem Mollo na 25 lutego 2017 roku. Do walki doszło w Netto Arenie w Szczecinie. Walka miała zupełnie inny przebieg niż ich pierwsze starcie. Polak od pierwszego gongu kontrolował pojedynek, posyłając rywala na deski w drugiej rundzie. Po zakończeniu szóstej rundy, Mollo narzekał na ból w lewym barku, przez co jego narożnik zdecydował się na zakończenie pojedynku. Zimnoch zwyciężył przez poddanie, wygrywając każdą rundę u wszystkich sędziów punktowych do czasu przerwania walki.
Kolejnym rywalem Polaka był Michael Grant. Amerykanin przed walka z Zimnochem był nieaktywny od ponad dwóch lat, a ostatnie zwycięstwo zanotował w roku 2011. Do walki doszło 22 kwietnia 2017 roku w Legionowie. Zimnoch zwyciężył przez nokaut w drugiej rundzie, w której Grant był dwukrotnie liczony.
9 września 2017 roku przystąpił do walki z Joeyem Abellem. Obydwaj bokserzy wnieśli na wagę najwięcej w swojej dotychczasowej karierze. Amerykanin podczas ważenia wniósł 120 kilogramów, a Polak 106 kilogramów. Walka trwała trzy rundy, w której to znany z mocnego ciosu Abell zwyciężył przez nokaut. Amerykanin napierał na Zimnocha od pierwszego starcia, raniąc go już w pierwszym starciu. Pojedynek zakończył się po kombinacji ciosów Abella, który posłał Zimnocha na matę ringu i nie zdołał wstać po nokdaunie.
Na początku 2019 roku Zimnoch poddał się głodówce, która trwała 21 dni. Celem głodówki według Polaka było oczyszczenie organizmu z toksyn po antybiotykach przeciwko boreliozie, które przyjmował przez rok. W trakcie tego procesu Zimnoch schudł ponad 15 kilogramów, przenosząc się do niższej kategorii wagowej (junior ciężkiej).
Na zawodowy ring powrócił 23 listopada 2019 roku na gali organizowanej przez Mateusza Borka, mierząc się z Krzysztofem Twardowskim. Zimnoch przegrał ten pojedynek przez techniczny nokaut w drugiej rundzie. Walka została przerwana przez sędziego po tym jak Twardowski zasypał rywala serią ciosów.

## Wizerunek medialny
Do świadomości medialnej Zimnoch przebił się w 2013 roku za sprawą bójki z Arturem Szpilką podczas konferencji prasowej. Niejednokrotnie wypowiadali się w wulgarnych słowach o sobie nawzajem, a w mediach szeroko komentowana była możliwa potyczka między nimi. We wrześniu 2017 roku portal Interia.pl zwrócił uwagę, iż mimo passy porażek Szpilki (dwie porażki, ostatnie zwycięstwo w sierpniu 2015 roku) i przegranej Zimnocha z Abellem, ewentualne starcie między nimi nadal ma największy potencjał marketingowy w Polsce.

## Lista walk na zawodowym ringu
| Wynik     | Rekord | Przeciwnik                | Rozstrzygnięcie | Runda | Data       | Miejsce                            | Uwagi                                          |
| --------- | ------ | ------------------------- | --------------- | ----- | ---------- | ---------------------------------- | ---------------------------------------------- |
| Przegrana | 22-3-1 | Krzysztof Twardowski      | TKO             | 2/6   | 23.11.2019 | Stadion Miejski w Radomiu, Radom   | Przejście do kategorii junior ciężkiej.        |
| Przegrana | 22-2-1 | Joey Abell                | KO              | 3/12  | 09.09.2017 | Stadion Miejski w Radomiu, Radom   |                                                |
| Wygrana   | 22-1-1 | Michael Grant             | KO              | 2/8   | 22.04.2017 | Legionowo                          |                                                |
| Wygrana   | 21-1-1 | Mike Mollo                | RTD             | 6/10  | 25.02.2017 | Arena Szczecin, Szczecin           |                                                |
| Wygrana   | 20-1-1 | Marcin Rekowski           | SD              | 8/8   | 22.10.2016 | Kopalnia soli, Wieliczka           |                                                |
| Wygrana   | 19-1-1 | Konstantin Airich         | TKO             | 4/6   | 28.05.2016 | Arena Szczecin, Szczecin           |                                                |
| Przegrana | 18-1-1 | Mike Mollo                | KO              | 1/10  | 20.02.2016 | Arena Legionowo, Legionowo         | Walka o tytuł międzynarodowego mistrza Polski. |
| Wygrana   | 18-0-1 | Gbenga Oluokun            | KO              | 2/8   | 17.10.2015 | Kopalnia soli, Wieliczka           |                                                |
| Wygrana   | 17-0-1 | Artur Binkowski           | UD              | 8/8   | 19.10.2013 | Kopalnia soli, Wieliczka           |                                                |
| Wygrana   | 16-0-1 | Mateusz Malujda           | UD              | 8/8   | 18.08.2013 | Amfiteatr, Międzyzdroje            |                                                |
| Wygrana   | 15-0-1 | Oliver McCall             | UD              | 8/8   | 18.05.2013 | Arena Legionowo, Legionowo         |                                                |
| Wygrana   | 14-0-1 | Damian Trzciński          | TKO             | 1/6   | 23.02.2013 | Ergo Arena, Gdańsk                 |                                                |
| Wygrana   | 13-0-1 | Ferenc Zsalek             | TKO             | 4/6   | 02.12.2012 | OSiR Huragan Arena, Wołomin        |                                                |
| Wygrana   | 12-0-1 | Adnan Buharalija          | KO              | 1/6   | 30.06.2012 | Atlas Arena, Łódź                  |                                                |
| Wygrana   | 11-0-1 | Ben Nsafoah               | UD              | 6/6   | 02.06.2012 | Hala Łuczniczka, Bydgoszcz         |                                                |
| Wygrana   | 10-0-1 | Vjekoslav Bajić           | KO              | 2/6   | 24.03.2012 | Oświęcim                           |                                                |
| Wygrana   | 9-0-1  | Gábor Farkas              | UD              | 4/4   | 03.12.2011 | Hotel Hilton, Warszawa             |                                                |
| Wygrana   | 8-0-1  | Sebastian Tuchscherer     | TKO             | 3/4   | 15.10.2011 | Spodek, Katowice                   |                                                |
| Wygrana   | 7-0-1  | Toni Visić                | RTD             | 3/6   | 16.09.2011 | Hala Torwar, Warszawa              |                                                |
| Wygrana   | 6-0-1  | Abdelhadi Hanine          | TKO             | 2/4   | 23.10.2010 | Hotel Hilton, Warszawa             |                                                |
| Wygrana   | 5-0-1  | Remigijus Žiaušys         | UD              | 4/4   | 16.10.2010 | Arena Legionowo, Legionowo         |                                                |
| Wygrana   | 4-0-1  | Panjoundoro Nsangou Aouna | TKO             | 1/4   | 25.09.2010 | Hala Torwar, Warszawa              |                                                |
| Wygrana   | 3-0-1  | Michael Moncrief          | TKO             | 3/4   | 29.05.2010 | UIC Pavilion, Chicago, Illinois    |                                                |
| Remis     | 2-0-1  | Joey Montoya              | MD              | 4/4   | 30.04.2010 | UIC Pavilion, Chicago, Illinois    |                                                |
| Wygrana   | 2-0    | Dustin Hedrick            | TKO             | 1/4   | 26.03.2010 | UIC Pavilion, Chicago, Illinois    |                                                |
| Wygrana   | 1-0    | Keon Graham               | KO              | 1/4   | 20.02.2010 | Horseshoe Casino, Hammond, Indiana |                                                |

Legenda: TKO – techniczny nokaut, KO – nokaut, UD – jednogłośna decyzja, SD- niejednogłośna decyzja, MD – decyzja większości, PTS – walka zakończona na punkty, RTD – techniczna decyzja sędziów